# Partij van de Hongaarse Gemeenschap
De Partij van de Hongaarse Gemeenschap (Strana maďarskej komunity – Magyar Közösség Pártja, SMK-MKP) is een politieke partij van de etnische Hongaren in Slowakije. De partij was sinds 1993 vertegenwoordigd in het Slowaakse parlement. Voor de verkiezingen van 2010 verliet een deel van de leden de partij onder aanvoering van Béla Bugár om de nieuwe partij Most-Híd op te richten.
In 2010 verloor SMK-MKP haar zetels in het parlement omdat ze met vier procent van de stemmen de kiesdrempel van 5% niet haalde. De partij van Bugar bereikte wel de kiesdrempel en kwam in 2010 wel in het parlement met 14 zetels.
Tijdens de verkiezingen in 2012 lukte het wederom niet om de kiesdrempel te halen, de partij behaalde ruim 4% van de stemmen. Ook toen kwam Most-Híd wel in het Slowaakse parlement met 13 zetels. 
In 2016 werd weer een poging gedaan om in het parlement te komen, wederom zonder resultaat, Most-Híd haalde de kiesdrempel wel en kwam met 9 zetels terug. In 2020 verloren beide partijen door de kiesdrempel niet te halen. Het feit dat de Hongaarse minderheid daarmee haar stem verloor heeft geleid tot onderhandelingen. In 2021 gingen beide partijen een fusie aan. De nieuwe partij heet Szövetség-Aliancia - Magyarok. Nemzetiségek. Regiók. Of te wel: Alliantie - Hongaren. Nationaliteiten. Regio's. Het doet in 2022 mee aan de gemeenteraadsverkiezingen in Slowakije.
SMK-MKP was langere tijd nog wel vertegenwoordigd in het Europees Parlement met 2 zetels (2009-2014) en (2014-2019) 1 zetel in de Europese Volkspartij (EVP). Ook Most-Híd kreeg in 2014 een zetel in het EP. Tijdens de Europese verkiezingen in 2019 verloor de partij haar laatste zetel. De eveneens op de Hongaarse minderheid in Slowakije gerichte partij Most-Híd wist dat jaar ook niet meer in het Europees Parlement te komen.

## Verkiezingsresultaten Slowaaks Parlement
| Választás                             | Aantal stemmen | Percentage van de stemmen | Aantal zetels | Percentage van de 150 zetels | Rol in het parlement     |
| ------------------------------------- | -------------- | ------------------------- | ------------- | ---------------------------- | ------------------------ |
| Slowaakse parlementsverkiezingen 1998 | 306 623        | 9,12%                     | 15            | 10%                          | Regeringspartij          |
| Slowaakse parlementsverkiezingen 2002 | 321 069        | 11,16%                    | 20            | 13,33%                       | Regeringspartij          |
| Slowaakse parlementsverkiezingen 2006 | 269 111        | 11,68%                    | 20            | 13,33%                       | Oppositiepartij          |
| Slowaakse parlementsverkiezingen 2010 | 109 638        | 4,33%                     | 0             | 0%                           | kiesdrempel niet gehaald |
| Slowaakse parlementsverkiezingen 2012 | 109 483        | 4,28%                     | 0             | 0%                           | kiesdrempel niet gehaald |
| Slowaakse parlementsverkiezingen 2016 | 105 495        | 4,04%                     | 0             | 0%                           | kiesdrempel niet gehaald |
| Slowaakse parlementsverkiezingen 2020 | 112 662        | 3,90%                     | 0             | 0%                           | kiesdrempel niet gehaald |